# مانترا (ترانه جنی)
«مانترا» (انگلیسی: Mantra) ترانه‌ای از جنی، خواننده و رپر اهل کره جنوبی است. این ترانه در ۱۱ اکتبر ۲۰۲۴ توسط آد اتلیه و کلمبیا رکوردز منتشر شد. این ترانه نخستین اثر جنی است که تحت لیبل خودش پس از جدایی از وای‌جی انترتینمنت و اینترسکوپ رکوردز در سال ۲۰۲۳، منتشر شد

## پرسنل
اعتبارات برگرفته از یوتیوب است.
- جنی – وکال
- کلودیا والنتینا – آهنگساز، ترانه‌سرا
- جلی دورمان – آهنگساز، ترانه‌سرا
- جومپا – تهیه‌کننده
- ال گویینچو – تهیه‌کننده
- سربان گنیا – مهندس میکس
- بریس بوردون – دستیار مهندسی

## تاریخچه انتشار
| منطقه | تاریخ         | فرمت                  | ناشر        |
| ----- | ------------- | --------------------- | ----------- |
| مختلف | ۱۱ اکتبر ۲۰۲۴ | دانلود دیجیتال استریم | اواِی کلمبیا |